# Ignacio Andrade
Ignacio Andrade Troconis (Mérida, 31 luglio 1839 – Macuto, 17 febbraio 1925) è stato un politico venezuelano.
È stato Presidente del Venezuela dal 28 febbraio 1898 al 20 ottobre 1899.